# Наставление картезианца
Наставление картезианца — написанный ок. 1428 г. на средневерхненемецком языке неизвестным монахом монастыря Мариенпарадиз (ныне г. Картузы) ордена картезианцев доклад великому магистру о причинах упадка Тевтонского ордена и о мерах необходимых для улучшения ситуации.
Доклад предположительно был подготовлен в ответ на письмо великого магистра Пауля фон Русдорфа от 29 сентября 1425 г. городу Данцигу с соответствующим запросом.

## Издания
- Die Ermahnung des Carthausers // Die Danziger Chroniken vom Bunde. Beilage I. Scriptores rerum Prussicarum. Bd. 4. Leipzig. 1870.

## Переводы на русский язык
- Наставление картезианца в переводе А. С. Котова на сайте Восточная литература